# Bani Hasan asz-Szuruk
Bani Hasan asz-Szuruk – miejscowość w Egipcie, w muhafazie Al-Minja, w dystrykcie Abu Kurkas. W 2006 roku liczyła 18 218 mieszkańców.